# Rodrigo Rey Rosa

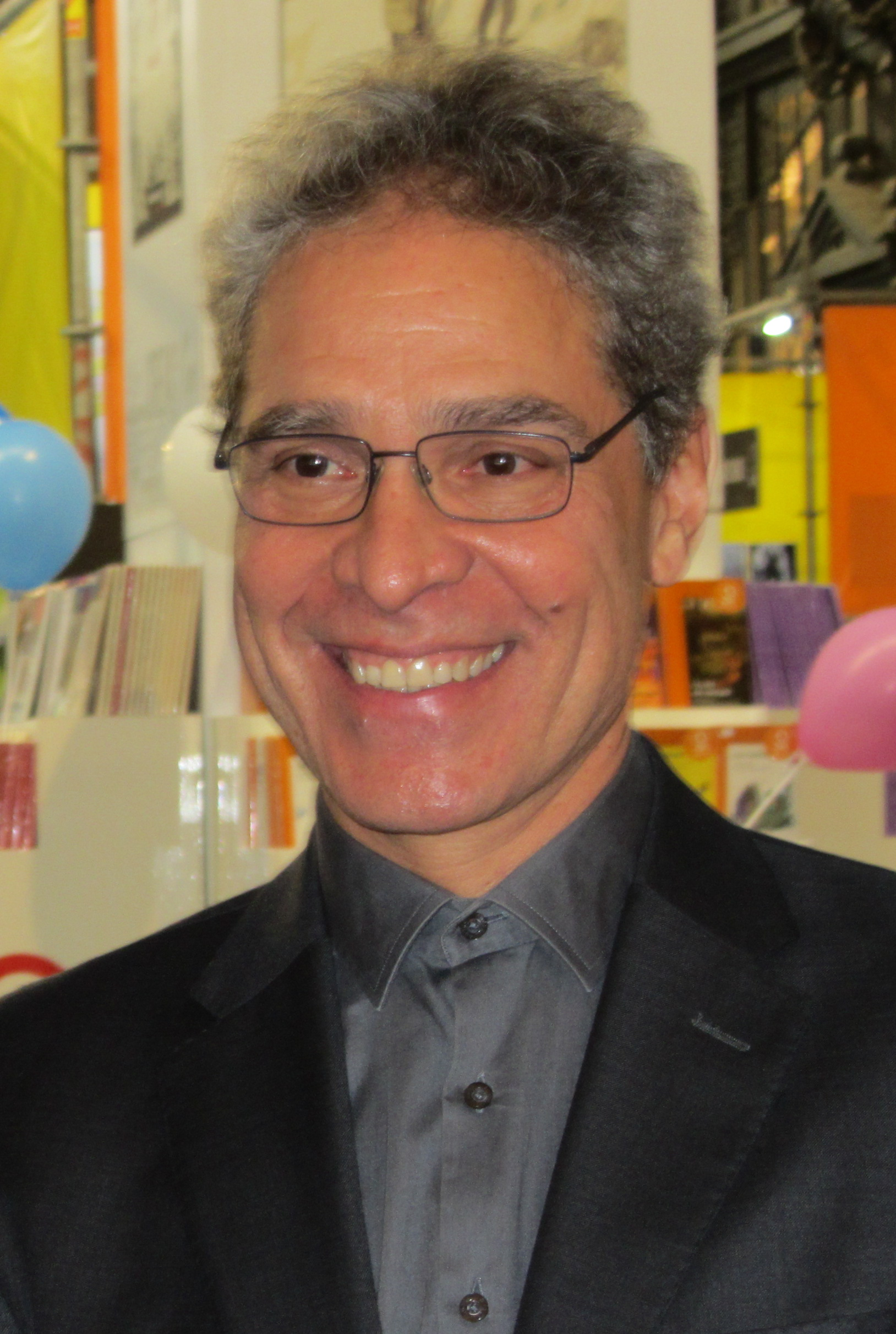
Rodrigo Rey Rosa (2015)

Rodrigo Rey Rosa (* 4. November 1958 in Guatemala-Stadt) ist ein guatemaltekischer Schriftsteller und Übersetzer. 2004 erhielt er den guatemaltekischen Nationalpreis für Literatur (Premio Nacional de Literatura de Guatemala).

## Biografie
Als Sohn einer bürgerlichen Familie aus Guatemala-Stadt – väterlicherseits mit italienischen Wurzeln – ging Rey Rosa, so erinnert er sich, viel mit seinen Eltern auf Reisen; durch Mexiko und Zentralamerika, aber auch nach Europa. Das erste Mal alleine verreiste er unmittelbar nach dem Schulabschluss, er war 18 Jahre alt. Er fuhr nach London und im Anschluss bereiste er den alten Kontinenten (Europa). Da er nur wenig Geld hatte, arbeitete er in Deutschland, von dort ging es weiter nach Spanien.
Nach einem Jahr auf Reisen, kehrte er nach Guatemala zurück, aber 1979 verließ er sein Heimatland wieder aufgrund der vorherrschenden Atmosphäre "von Gewalt und Spannung". Er ließ sich in New York nieder, wo er sich zwar in der Filmschule einschrieb, aber keinen akademischen Grad erreichte.
Zur Zeit seiner Ankunft in den Vereinigten Staaten widmete er sich bereits seit etwa einem Jahr ernsthaft dem Schreiben und hatte eine Erzählung in der Zeitschrift Imparcial veröffentlicht. Für die Aufnahme in die School of Visual Arts in New York schrieb er außerdem eine Erzählung auf Englisch. Zwei Jahre studierte er dort Cinematologie, 1983 verließ er sie jedoch wieder.
Den größten Teil des darauffolgenden Jahres verbrachte er in Marokko; sechs Wochen war er in der literarischen Schreibwerkstatt von Paul Bowles in Tanger und reiste durch das Land. Später widmete er einige Werke diesen Erfahrungen im Norden Afrikas.
Seine Beziehung und Freundschaft mit Bowles prägten ihn tief. Der US-amerikanische Autor übersetzte seine ersten Werke ins Englische und machte sie im englischsprachigen Raum bekannt.
Zudem war er mit dem spanischen Maler Miquel Barceló befreundet, dessen Kunst einige seiner Bücher illustriert. Daneben schrieb er ein Werk, das er der Ausarbeitung der Kuppel im Sitzungssaal des Menschenrechterats der UNO widmete.
Im Jahr 1992/93 kehrte er nach Guatemala zurück und befindet sich seither in einem Zustand ständigen "Kommens und Gehens" (New York, Kolumbien, Spanien, Marokko), und das obwohl er sich in der Region Petén niedergelassen hat, wo er ein Haus in der Nähe von Sayaxché am Río La Pasión besitzt. Darüber hinaus besitzt er eine Wohnung in Guatemala-Stadt, doch gesteht er selbst, dass dies kein Ort ist, wo er arbeiten könne.
Ausgezeichnet mit dem Nationalen Literaturpreis, dem Premio Nacional de Literatura, im Jahr 2004 schrieb Rodrigo Rey Rosa Werke, die sein Land in den Mittelpunkt stellen.
Die Übersetzungstätigkeit nimmt einen wichtigen Platz in seinem künstlerischen Schaffen ein. Er wechsle für gewöhnlich zwischen schriftstellerischer Arbeit und Übersetzen. „Normalerweise arbeite ich zwischen der Arbeit an einem Buch an einer Übersetzung. Das ist sehr nützlich, um Lösungen zu finden. In Bezug auf den Schaffensprozess fühlt man weniger Beklemmung, aber es kann ein langer und komplexer Prozess sein, vor allem wenn man das Werk, das man übersetzt, respektiert“, erklärte er diesbezüglich.
Rodrigo Rey Rosa war auch als Journalist tätig und veröffentlichte 2004 außerdem Lo quesoñó Sebastián (Was Sebastian träumte), einen 83-minütigen Film, den er Bowles widmete. Der Film, für den Rey Rosa Regie führte, basiert auf seinem gleichnamigen Roman, das Drehbuch schrieb er gemeinsam mit Robert Fittman. Der Film wurde beim Sundance Film Festival uraufgeführt und zudem bei den Internationalen Filmfestspielen Berlin gezeigt.
Viele seiner Bücher wurden in andere Sprachen übersetzt, wie etwa ins Französische, Deutsche, Niederländische, Italienische oder Japanische.
Zu seinem Schaffen erklärte Rey Rosa im Jahr 2011: „Wenn ich mit mir selbst sprechen würde, würde ich sagen, dass mein Schreiben anfangs abstrakt war. Ich begann das zu schreiben, was man Prosagedichte nennt, Geschichten von einer halben Seite, welche sich schließlich zu Cárcel de árboles (dt.Gefängnis der Bäume) ausweiteten, welches mein erstes langes Gedicht ist. Für mich war es ein großer Sprung Texte zu schreiben, die mehr als 15 Seiten lang sind. Zuvor hatte ich zwei Sammlungen von Kurzgeschichten veröffentlicht – Elcuchillo del mendigo und Elaguaquieta –, die Themen behandeln, die in einer beliebigen Stadt Lateinamerikas vorkommen können, aber nicht an die Umwelt oder die umliegende Landschaft geknüpft sind. Durch die beschriebenen Objekte, oder durch die Landschaft kann man darauf schließen, dass sie in Lateinamerika spielen, aber man weiß nie genau wo sie spielen, da ich nämlich ein bisschen vage war und keine Namen von Orten einbaute. Mein jüngster Text hingegen, an dem ich noch arbeite, spielt im heutigen Guatemala und beinhaltet wiedererkennbare Charaktere und Aspekte, in einer Art ‚realistischen’ Eifers die Umwelt, die Sprache, die Kleidung der Leute widerzuspiegeln – im Gegensatz zu meinen früheren Geschichten. Ich würde sagen, dass ich quasi aus Ermüdung heraus nach anderen Formen des Erzählens gesucht habe, aber ich glaube nicht, dass es eine Evolution ist. Ich begann Dinge ein wenig vage zu schreiben und ich habe dann zu größerer Genauigkeit tendiert. Es kann eine Rückkehr sein, ich weiß nicht ob es ein Fortschreiten war, aber es gibt einen Unterschied.“
Über seine Art zu schreiben sagt er: „Ich verbiete mir mehr über die Geschichte zu wissen, als das, was während des Schreibens entsteht. Ich mache Anfangs nie eine Skizze, im Schreibprozess erfahre ich, was der Roman braucht. Ich vermute, dass mich das in die Rolle des Lesers versetzt“.

## Auszeichnungen
- Premio Nacional de Literatura Miguel Ángel Asturias (Nationalpreis für Literatur Miguel Ángel Asturias), 2004

## Werk
- El cuchillo del mendigo, Erzählungen, Publicaciones Vista, Guatemala, 1986.
- Cárcel de árboles, Erzählungen, Fundación Guatemalteca para las Letras, 1991.
- El cuchillo del mendigo. El agua quieta, Erzählungen, Barcelona, Seix Barral, 1992. Eigentlich zwei Bücher, die hier vereint wurden: El cuchillo del mendigo und EL AGUA QUIETA. Das erste enthält 26 Erzählungen, das zweite 12.
- Cárcel de árboles. El salvador de buques, Erzählungen und Roman. Barcelona, Seix Barral, 1992.
- El salvador de buques, Roman, Publicaciones Vista, Guatemala, 1993.
- Con cinco barajas, persönliche Anthologie von Erzählungen, Mexiko, UNAM, 1996.
- Lo que soñó Sebastián, Anthologie: Roman und Erzählungen, Barcelona, Seix Barral, 1994.
- El cojo bueno, Roman, Madrid, Editorial Alfaguara, 1996.
  - Die verlorene Rache, aus dem guatemaltekischen Spanisch von Erich Hackl, Rotpunktverlag, 2000, ISBN 3858692050.
- Que me maten si…, Roman, Barcelona, Seix Barral, 1997.
  - Die Henker des Friedens, aus dem guatemaltekischen Spanisch von Erich Hackl, Wagenbach Verlag, 2003, ISBN 3803124743.
- Ningún lugar sagrado, Erzählungen, Barcelona, Seix Barral, 1998; (enthält 10 Erzählungen, die in New York spielen).
- La orilla africana, Roman, der in Tanger spielt; Barcelona, Seix Barral, 1999.
  - Tanger, aus dem guatemaltekischen Spanisch von Arno Gimber, Rotpunktverlag, 2002, ISBN 3858692484.
- Piedras encantadas, Seix Barral, 2001 (in Guatemala unter dem Titel Noche de piedras veröffentlicht bei Del Pensativo, 2002)
- El tren a Travancore (Cartas indias), Mondadori, Barcelona, 2001.
- Caballeriza, Roman, Seix Barral, 2006.
  - Stallungen, aus dem guatemaltekischen Spanisch von Elisabeth López-Semeleder, Septime Verlag, 2014, ISBN 978-3-902711-30-4.
- Otro zoo, relatos, Seix Barral, 2007.
- Siempre juntos y otros cuentos, Almadía, 2008.
- El material humano, novela, Anagrama, 2009.
- Severina, Roman, Alfaguara, 2011.
- Los sordos, Roman, Alfaguara, 2012.
  - Die Gehörlosen, aus dem guatemaltekischen Spanisch von Anna Gentz, Septime Verlag, 2016, ISBN 9783902711502